# Claudio Pérez
Claudio Pérez (José C. Paz, 26 de dezembro de 1985) é um futebolista argentino que joga atualmente no Boca Juniors.

## Clubes
| Club         | Pais      | Ano             |
| ------------ | --------- | --------------- |
| Flandria     | Argentina | 2004 - 2007     |
| Atlanta      | Argentina | 2007 - 2008     |
| Tiro Federal | Argentina | 2008 - 2009     |
| La Serena    | Chile     | 2009            |
| Tigre        | Argentina | 2010            |
| Belgrano     | Argentina | 2011 - 2012     |
| Boca Juniors | Argentina | 2013 - Presente |